# Cianuración
La cianuración es un tratamiento termoquímico que se da a los aceros. Cuando se quiere obtener una superficie dura y resistente al desgaste, se debe efectuar un baño de cianuro fundido. La cianuración se puede considerar como un tratamiento intermedio entre la cementación y la nitruración ya que el endurecimiento se consigue por la acción combinada del carbono y el nitrógeno a una temperatura determinada.

## Tratamiento termoquímico
La Cianuración se efectúa a una temperatura justamente por encima de la temperatura crítica del corazón de la pieza, se introduce la pieza en una solución que generalmente consta de cianuro de sodio con cloruro de sodio y carbonato de sodio, el enfriamiento se da directamente por inmersión al salir del baño de cianuro, con esto se obtiene una profundidad de superficie templada uniforme de unos 0.25 mm en un tiempo de una hora.